# William Hill
William Hill plc este una dintre cele mai mari case de pariuri din Marea Britanie. Este listată la Bursa de valori din Londra și face parte din componența Indicelui FTSE 250. Începând cu data de 2 august 2013, a fost listată ca având o capitalizare bursieră în valoare de 4,07£ miliarde. Acest site de pariuri sportive este interzis în România de ONJN.

## Istoric
Compania a fost fondată de William Hill în 1934, într-un moment în care jocurile de noroc erau ilegale în Marea Britanie. Și-a schimbat proprietarul de mai multe ori, fiind achiziționată de Sears Holdings în 1971, apoi de Grand Metropolitan în 1988 și apoi de către Brent Walker în 1989.
În septembrie 1996, Brent Walker a recuperat 117£ milioane din cele 685£ milioane pe care le-a plătit pentru William Hill, în momentul în care s-a dovedit că Grand Metropolitan a exagerat profiturile companiei la momentul vânzării.
Banca de investiții Japoneză Nomura, a inițiat o preluare cu 700£ milioane prin capital privat a companiei William Hill în 1997, atunci când Brent Walker a suferit un colaps cu datorii de peste 1,3£ miliarde după o investigație efectuată de Oficiul pentru Fraude Grave, care s-a asigurat că doi dintre directori au primit pedepse cu închisoarea.
În februarie 1999, o fluctuație propusă a acțiunilor pe bursa de valori, a fost abandonată din cauza ""dobânzii mici"" iar Nomura la rândul său a predat compania unor fonduri administrate de companiile cu capital privat Cinven și CVC Capital Partners, pentru 825£ milioane.
În cele din urmă, în 2002, compania a fost listată la Bursa de valori din Londra. În anul următor, Directorul Executiv David Harding a primit un bonus în valoare de 2,84£ milioane, devenind al cincilea cel mai bine plătit director de companie din Marea Britanie în 2003.
Acesta a achiziționat stadioanele Sunderland Greyhound Stadium în 2002 și Newcastle Greyhound Stadium în 2003.
În iunie 2004, Directorul Executiv David Harding a vândut 5,2£ milioane în acțiuni pentru a-și finanța divorțul, precipitând un declin al capitalului companiei, care a șters 75£ milioane din valoarea companiei.
În 2005, William Hill a cumpărat 624 de agenții de pariuri în Marea Britanie, Republica Irlanda, Insula Man și Jersey, de la Stanley Leisure pentru suma de 504£ milioane: în urma achiziției, compania a trecut pentru o perioadă scurtă în prima poziție pe piața de pariuri din Marea Britanie depășind compania Ladbrokes, în ceea ce privește agențiile, dar nu și veniturile. Oficiul pentru comerț echitabil a obligat William Hill să vândă 78 din cele 624 de agenții Stanley, din cauza temerilor legate de practici anti-concurențiale.
Pe fondul temerilor că William Hill ar fi plătit sume necuvenite pentru agențiile Stanley, compania fost retrogradată din Indicele FTSE 100 în decembrie 2005.
În 2008, Ralph Topping a fost numit Director Executiv. După ce a renunțat la Universitatea Strathclyde auto-declarându-se un ""nemernic"", Topping și-a luat o slujbă de weekend la o casă de pariuri William Hill în apropiere de Parcul Hampden, Glasgow în anul 1973, și și-a croit drum înspre topul ierarhiei.
În noiembrie 2008, William Hill a intrat în parteneriat cu Orbis (mai tâziu OpenBet) și compania de software israeliană Playtech, pentru a-și remedia propria insuficiență a operațiunilor online.
În conformitate cu termenii acordului, William Hill i-a plătit fondatorului Playtech, Teddy Sagi, suma de 144,5£ milioane pentru diverse active și companii afiliate. Acestea au inclus mai multe website-uri de cazino online, pe care William Hill continuă să le administreze sub denumirea de WHG. Playtech a obținut o participație de 29% în cadrul noii entități online William Hill.
Compania a lichidat din contabilitate aproximativ 26£ milioane atunci când a renunțat la fostul lor sistem intern. În iunie 2009, William Hill a sprijinit Playtech în ciuda faptului că partenerul său a pierdut un sfert din valoarea sa la bursă ca urmare a unui avertisment vizavi de profiturile realizate.

## Operațiuni

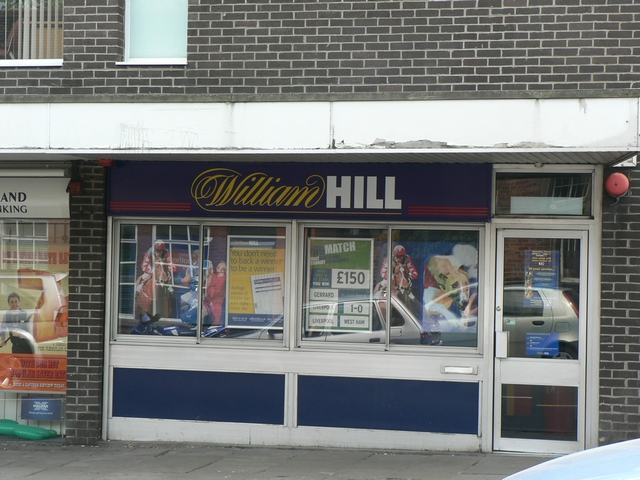
O casă de pariuri William Hill în Headingley, Leeds.

Compania funcționează la nivel mondial, având aproximativ 16.600 angajați, cu sedii principale în Marea Britanie, Republica Irlanda și Gibraltar, oferind servicii de pariere prin telefon și online, împreună cu cele 2300 de agenții de pariuri licențiate în Marea Britanie. Este cel mai mare operator din Marea Britanie, reprezentând aproximativ 25% de pe piața din Marea Britanie și Irlanda. Centrele sale de apel pentru pariere telefonică, localizate în Rotherham, South Yorkshire, au preluat 125.000 de pariuri în cadrul evenimentului Grand National 2007, și conform datelor companiei, agențiile sale de pariuri procesează mai mult de un milion de bilete de pariuri într-o zi obișnuită.
În plus față de operațiunile sale cu pariuri online, compania oferă jocuri de cazino online, ""jocuri de îndemânare"", bingo online și poker online. De la legea pentru jocurile de noroc din anul 2005, aparatele pentru jocuri de noroc și-au consolidat profiturile, pentru a contracara scăderea veniturilor din alte sectoare.
William Hill și-a lansat propriul canal de televiziune în 2004, care a durat doi ani, și oferă acum o transmisie internă video, în direct de la Agențiile lor de pariuri. Această transmisie este filmată în studiourile din Leeds și, difuzată în tandem cu transmisiile radio de la casele de pariuri, oferă un serviciu unic potențialilor microbiști.
În august 2010, William Hill a lansat un program de instruire pentru cei peste 10.000 de angajați ai săi, în vederea combaterii activităților de jocuri de noroc în rândul minorilor, în punctele de vânzare ale companiei.
Compania a fost criticată de către instituțiile Community (sindicat muncitoresc) și Unite (sindicat muncitoresc) pentru tratamentul său față de personalul din agențiile de pariuri. Au fost identificate în special, practica de a expune angajații la riscuri forțându-i să lucreze singuri în agenții și de a solicita angajaților să lucreze fără a fi plătiți, după terminarea programului de lucru.
În noiembrie 2008, analiștii UBS au remarcat ""îngrijorare"" cu privire la nivelul de îndatorare al Companiei, care se situa la peste 1£ miliard și care a fost comunicată ulterior ca fiind în valoare de 1,5£ miliarde. În 2009, compania a lansat atât o emisiune de drepturi cât și o emisiune de obligațiuni corporatiste, într-un efort de a-și restructura datoria.
Din 2001 până în 2009, William Hill i-a plătit lui George Howarth MP suma de 30.000£ pe an pentru a acționa în calitate de consilier parlamentar. În timp ce se afla pe statul de plată la William Hill, acesta a prezentat amendamente la bugetul din 2003, propunând niveluri mai stricte de taxare pentru schimburile de cote între persoane. Howarth și-a părăsit funcția în urma scandalului cheltuielilor din 2009.

## Suportul de informații al William Hill
Site-ul web de știri al companiei acționează ca un canal subsidiar pentru Sportsbook (pariuri sportive), oferind interviuri online sportive și despre curse de cai, funcționalități și alt conținut.
William Hill oferă o varietate de formate media interactive prin intermediul agențiilor lor și pe Internet. Un canal de curse de cai în timp real, Radioul William Hill, există de peste zece ani, transmițând comentarii în direct, știri și avanpremiere. Diverse podcast-uri audio și video pot fi descărcate atât de pe site-ul web de știri cât și de pe iTunes. În iunie 2010, William Hill s-a extins pentru a acoperi sectorul pariurilor sportive, prin înființarea postului de radio pe internet, In-Play Radio.
William Hill transmite zilnic în agențiile sale de pariuri din Marea Britanie - o premieră în promovarea jocurilor de noroc și pariurilor, această transmisie este realizată în direct, din studiourile din Leeds.

## În afara Marii Britanii
În 2009, William Hill și-a mutat divizia de online și jocuri cu cote fixe în Gibraltar, în scopul eschivării de la plata impozitelor. În Gibraltar, William Hill este membru al Asociației de Pariuri și Jocuri de Noroc din Gibraltar. În trecut, operațiunea online a companiei și-a avut sediul în paradisul fiscal din Antilele Olandeze, până când o modificare din 2007 a legii, a interzis companiilor din afara Zonei Economice Europene să își facă publicitate în Marea Britanie.
În martie 2009, William Hill a închis 14 dintre agențiile sale din Republica Irlanda, cu pierderea a 53 de locuri de muncă. În februarie 2010, a anunțat că cele 36 de agenții rămase în Irlanda se află ""sub observație"", în așteptarea soluționării posibilei introduceri a unor jocuri mecanice controversate în casele de pariuri din Irlanda.
William Hill s-a retras din Italia în 2008, după numai doi ani, un eșec care a costat compania 1£ milion sub formă de investiții irosite. Asocierea în participațiune a companiei în Spania, s-a încheiat în ianuarie 2010, partenerul Codere cumpărând 50% din acțiunile William Hill cu 1€, după ce ambele părți au investit ""inițial"" câte 10€ milioane în aprilie 2008. William Hill a pierdut 11,6€ milioane în 2008 și 9,3€ milioane în 2009 pentru riscurile asumate.
În septembrie 2009, compania a participat la o licitație pentru prima licență de jocuri de noroc online în India, exprimându-și interesul de a intra pe piața pariurilor din India prin intermediul regiunii himalaieze izolate, Sikkim.
Îniunie 2012, William Hill s-a extins în Nevada, singurul stat din SUA care permite pariurile sportive cu drepturi depline, cumpărând trei lanțuri de case de pariuri: Lucky's, Leroy's și operațiunile satelit ale Club Cal Neva, pentru suma de 53$ de milioane. La momentul respectiv, înțelegerile încheiate i-au oferit companiei controlul a 55% din locațiile caselor de pariuri la nivelul statului, și 11% din veniturile la nivelul întregului stat. Toate cele trei lanțuri au fost redenumite sub numele de William Hill.

## Sponsorizare
În 2007, William Hill a amenințat că își retrage sponsorizarea pentru diferite curse de cai, în disputa lor cu TurfTV cu privire la cursele de cai. William Hill, care a fost cel mai puternic critic al TurfTV, a fost ulterior forțat la o cedare umilitoare, abonându-se la canal în ianuarie 2008.
În august 2009, William Hill a devenit sponsorul de pe tricourile Málaga CF, o echipă de fotbal din Liga Spaniei.
Compania sponsorizează anual evenimentul William Hill Sports Book of the Year. Acest premiu este ""dedicat recompensării excelenței în literatura sportivă"".

## Publicitate
În mai 2008, Autoritatea pentru Standarde în Publicitate (ASP) a interzis companiei William Hill să ruleze o reclamă televizată considerată a fi ""comportament iresponsabil social tolerant în materie de jocuri de noroc"".
În octombrie 2009, ASP a interzis un poster și un anunț de presă la nivel național, care promitea ""100£ ÎN PARIURI GRATUITE"". Anunțul a fost considerat ""de natură să inducă în eroare"" și o încălcare a unui cod al Comitetului de Practică Publicitară cu privire la ""adevăr"".
În martie 2010, un anunț care afirma ""Cele mai bune prețuri la William Hill CERTITUDINE"" a fost interzis de către ASP. Acesta încălcase mai multe coduri ale Comitetului de Practică Publicitară, inclusiv pe cele cu privire la ""justificare"", ""adevăr"" și ""onestitate"".
În septembrie 2011, William Hill a realizat o reclamă TV care prezenta melodia ""A Bit Patchy"".
În decembrie 2012, anunțurile cu mențiunea ""Cele mai bune prețuri la Cei mai buni cai"" și ""Cele mai bune prețuri la Cele mai bune echipe"" au fost interzise de către ASP. Încălcaseră mai multe coduri ale Comitetului de Practică Publicitară, inclusiv pe cele referitoare la ""reclamă înșelătoare"", ""Justificare"" și ""Comparații"". ASP a interzis de asemenea și un anunț diferit care pretindea ""Garantat cele mai bune cote"", pe motiv că ""induce în eroare""
.